# Dendrophthora purpurea
Dendrophthora purpurea là một loài thực vật có hoa trong họ Santalaceae. Loài này được Kuijt mô tả khoa học đầu tiên năm 2000.